# Ghetto di Drohobyč
Il ghetto di Drohobyč fu un ghetto nazista creato nella città di Drohobyč, in Ucraina, durante la seconda guerra mondiale. Il ghetto fu liquidato tra febbraio e novembre 1942, quando la maggior parte degli ebrei fu deportata nel campo di sterminio di Belzec.

## Contesto
Durante il periodo tra le due guerre, Drohobyč fu una città di provincia nel Voivodato di Leopoli della Seconda Repubblica di Polonia con una popolazione di 80.000 abitanti, sede della contea di Drohobyč con una superficie di 1.499 chilometri quadrati e una popolazione complessiva di circa 194.400 persone: a Drohobyč fu presente una consistente popolazione ebraica, superiore alla popolazione ucraina e polacca.
Dopo l'invasione del settembre 1939, la Polonia fu divisa tra la Germania nazista e l'URSS, la città fu annessa all'Ucraina sovietica e Drohobyč divenne un centro dell'Oblast di Drohobyč nella zona di occupazione sovietica. La repressione dei cittadini polacchi da parte dell'NKVD ruotò attorno alle deportazioni di massa di uomini, donne e bambini in Siberia.

## Storia

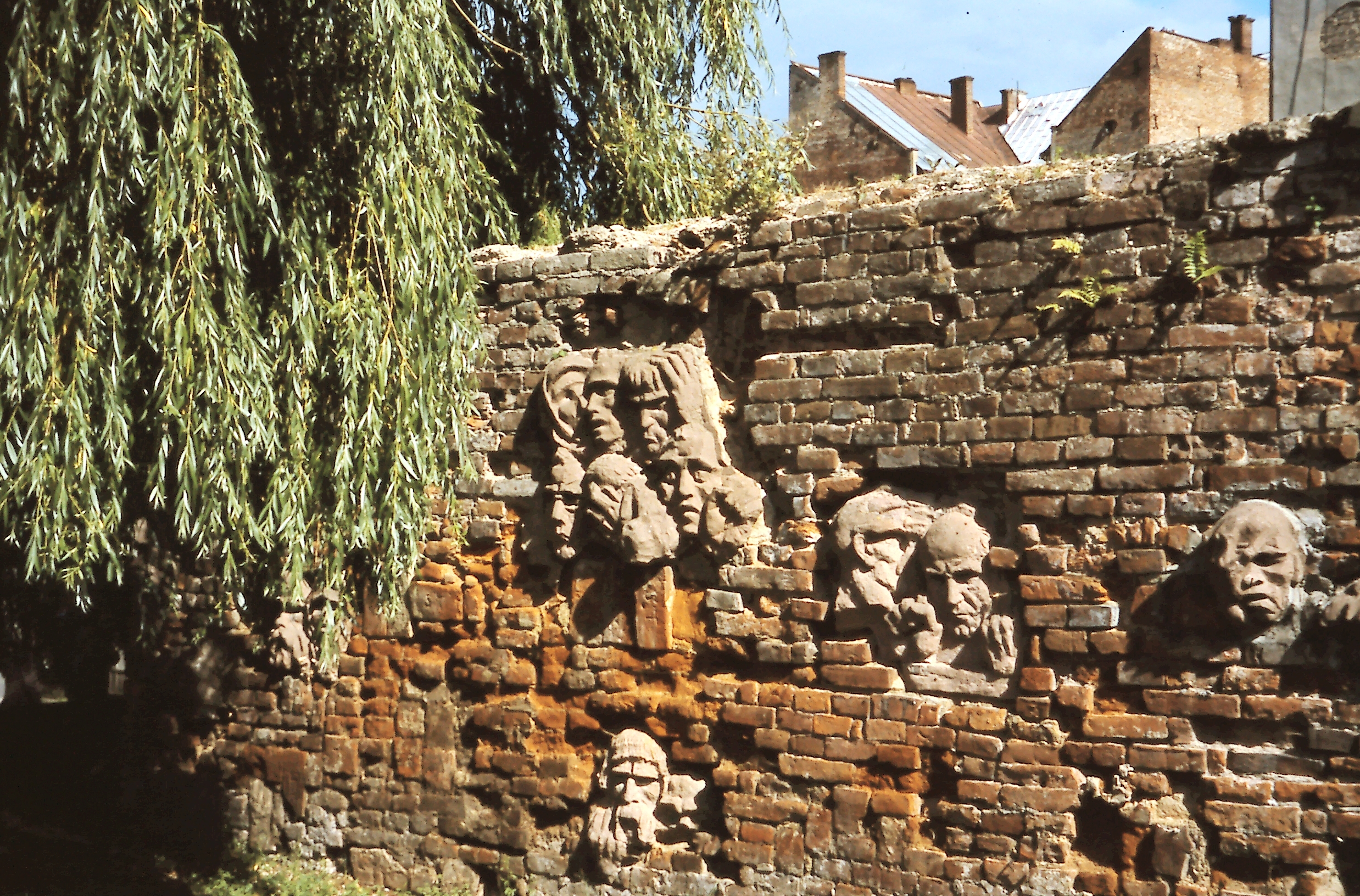
Memorial Wall nell'ex ghetto

All'inizio di luglio 1941, durante le prime settimane dell'operazione Barbarossa, la città fu catturata dalla Wehrmacht e fu creato il Distretto della Galizia. A Drohobyč fu presente un impianto per la produzione di petrolio, essenziale per lo sforzo bellico tedesco. Nel settembre 1942, Drohobyč divenne il sito di un grande ghetto di tipo aperto contenente circa 10000 ebrei, in previsione delle deportazioni finali nei centri di sterminio nell'Operazione Reinhard. Gli uomini ebrei in età lavorativa rimasero presso la raffineria locale.
La prima deportazione di 2000 ebrei, da Drohobyč verso il campo di sterminio di Belzec, ebbe luogo alla fine del marzo 1942 non appena il centro di sterminio divenne operativo. La successiva deportazione durò nove giorni, tra l'8 e il 17 agosto 1942, con altri 2500 ebrei caricati sui treni merci e portati via per essere gasati. Altri 600 ebrei furono fucilati sul posto mentre cercavano di nascondersi o di fuggire. 
Il ghetto fu dichiarato chiuso alla fine di settembre. Nell'ottobre e nel novembre 1942 circa 5800 ebrei furono deportati a Belzec. Durante questi rastrellamenti, circa 1200 ebrei tentarono di fuggire, furono uccisi nelle strade con l'aiuto della neonata Polizia Ausiliaria Ucraina. I restanti furono trasferiti nelle strutture di lavoro, con circa 450 persone uccise nel febbraio 1943. Gli ultimi ebrei di Drohobyč furono trasportati in gruppi nella foresta di Bronica e massacrati in fosse comuni tra il 21 e il 30 maggio 1943.
Uno dei detenuti più importanti del ghetto di Drohobyč fu Bruno Schulz, educatore, artista e autore di libri popolari come Street of Crocodiles e Cinnamon Shops. Prima di essere fucilato dipinse i murales per la stanza dei bambini di uno degli ufficiali tedeschi e, dopo la guerra, divenne il più famoso scrittore polacco detenuto e ucciso nel ghetto. Anche i matematici Juliusz Schauder e Józef Schreier vissero nel ghetto prima della loro morte nel 1943.
Drohobyč fu liberata dalle forze dell'Armata Rossa il 6 agosto 1944. Ci furono solo 400 sopravvissuti, tutti registrati presso il comitato ebraico non appena finì la guerra. Felix Landau, SS-Hauptscharführer di origine austriaca, in servizio con l'Einsatzkommando z.b.V con sede a Lemberg, partecipò alle esecuzioni di massa degli ebrei e ne documentò gli avvenimenti nel suo diario quotidiano.